# Königshöfer Messe

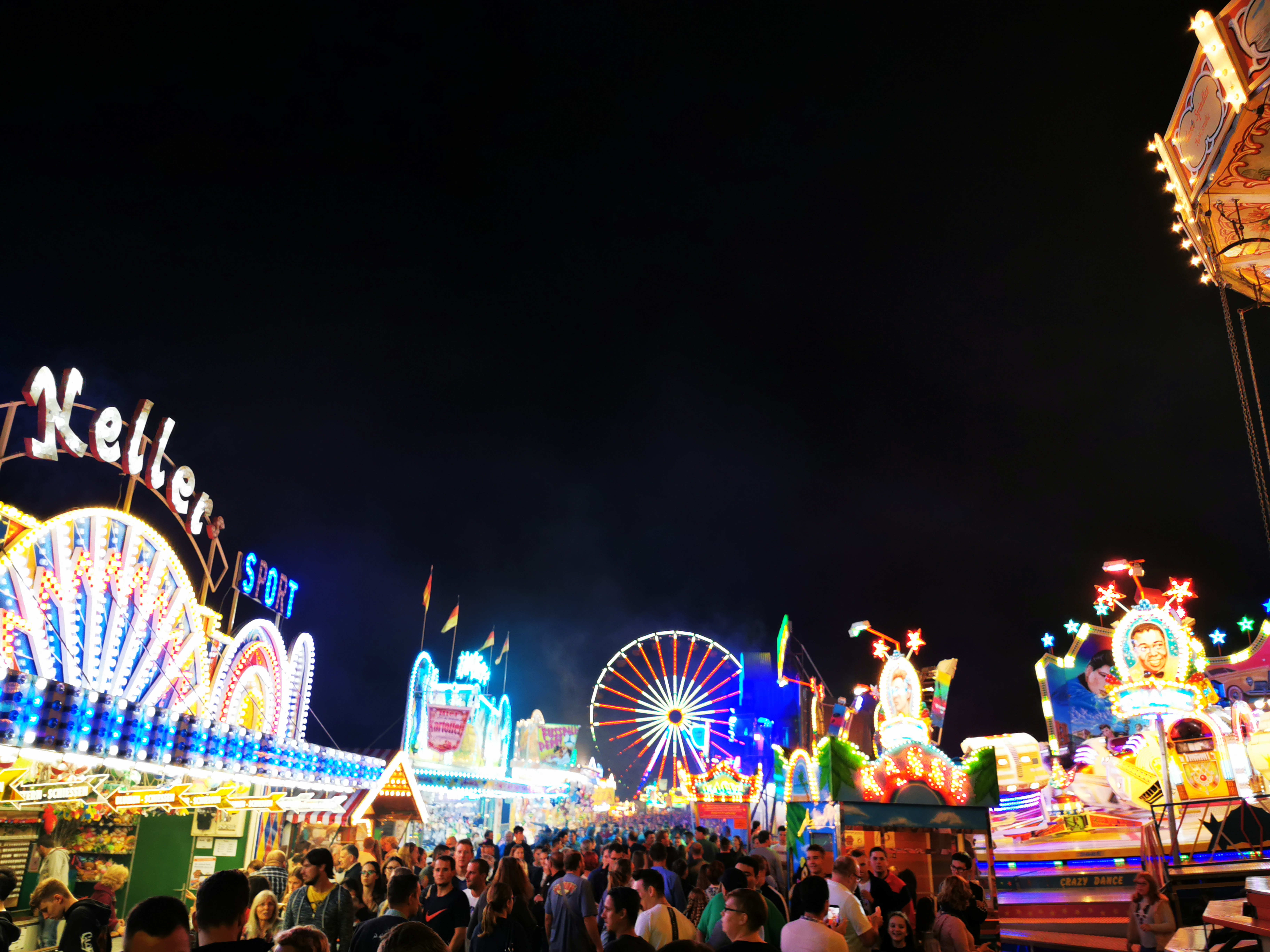
Blick über die Königshöfer Messe 2019

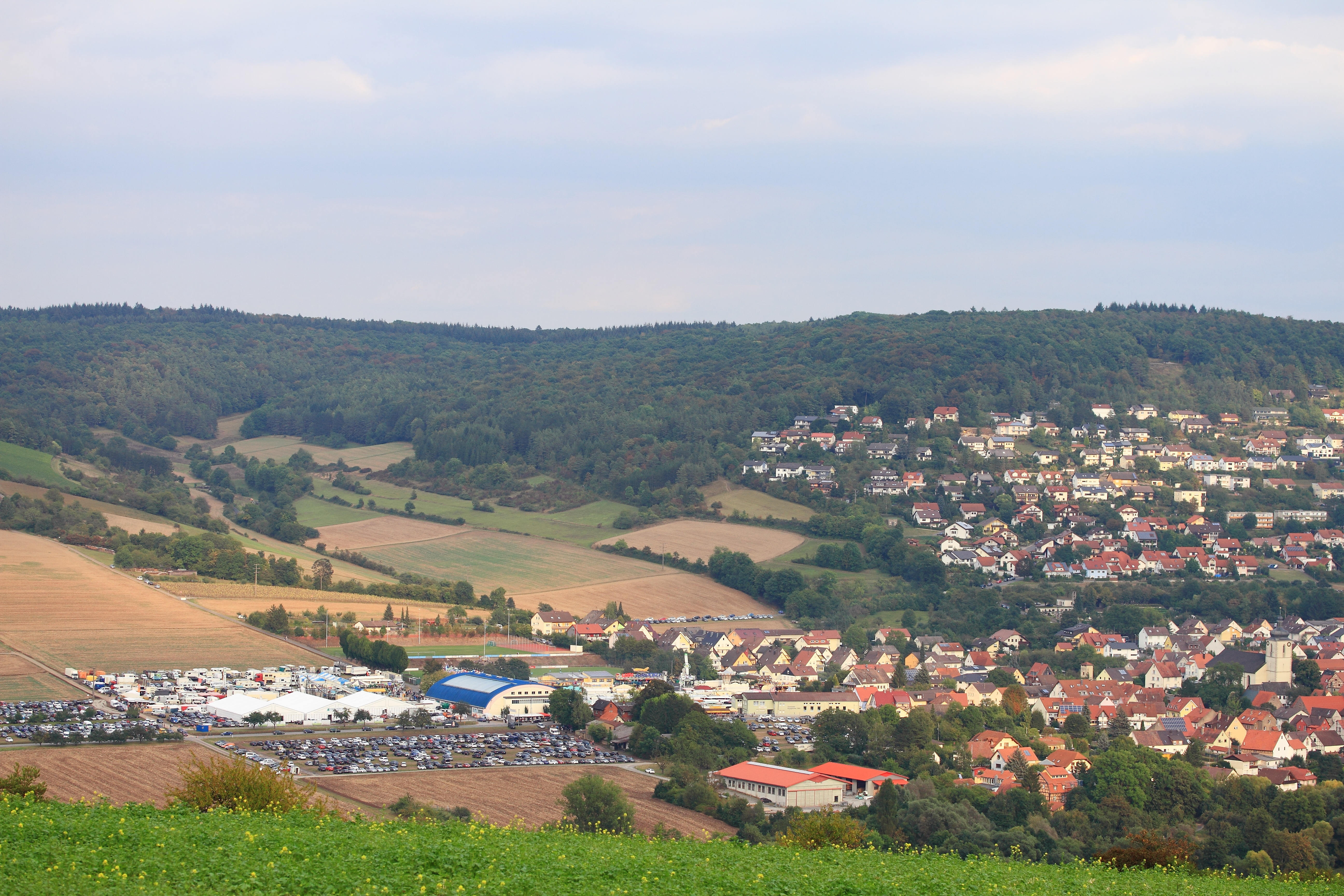
Blick über die Königshöfer Messe vom Frauenberg zwischen Königshofen und Beckstein 2016

Die Königshöfer Messe ist ein Volksfest im Lauda-Königshofener Stadtteil Königshofen im Main-Tauber-Kreis. Die Messe blickt auf eine über 600-jährige Geschichte zurück. Sie beginnt jeweils am Freitag des dritten Septemberwochenendes und findet rund um die Tauber-Franken-Halle in Königshofen statt. Mit ihrer 10-tägigen Dauer und über 200.000 Besuchern jährlich ist sie das größte Volksfest in der Region Tauberfranken und Nordbaden.

## Geschichte

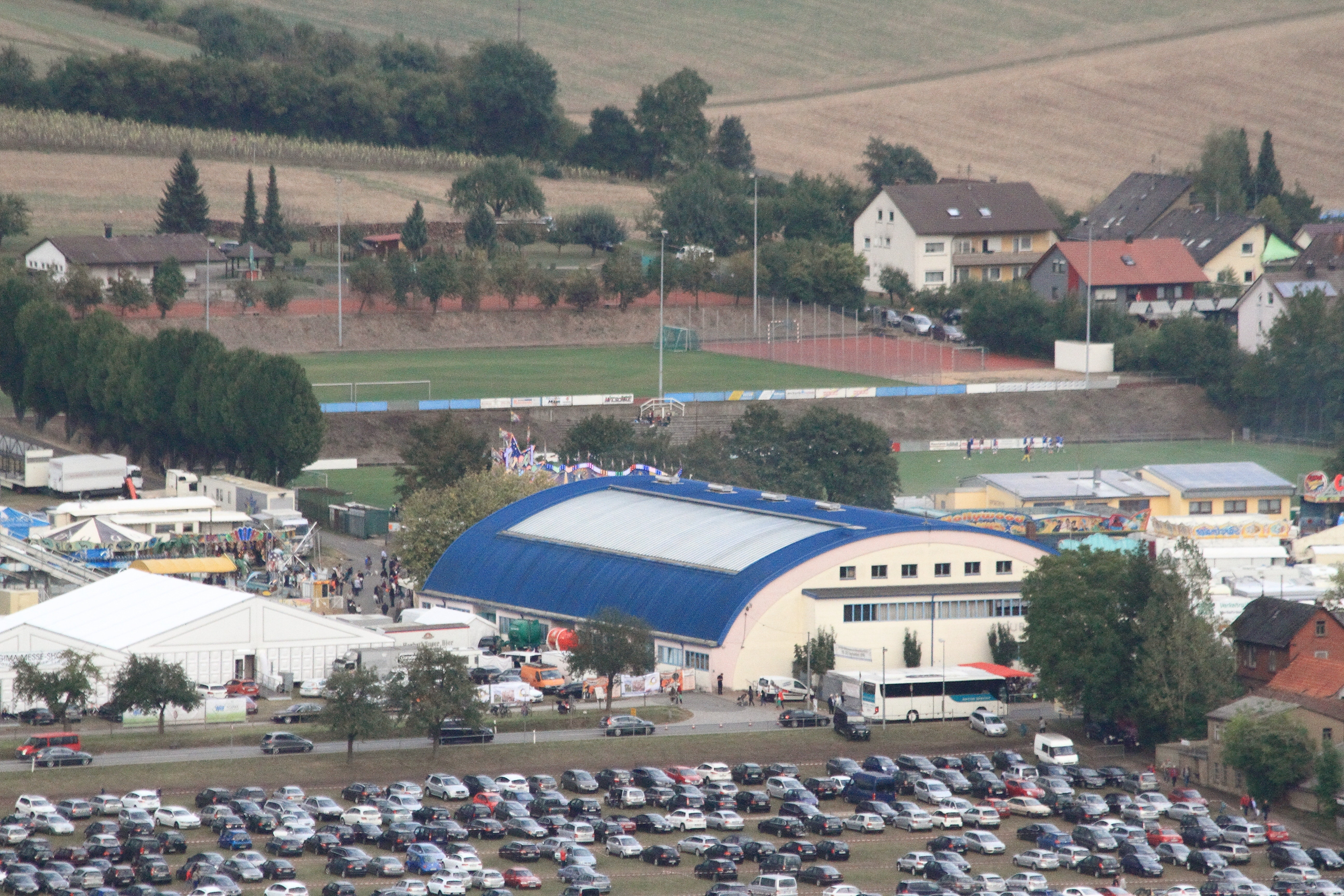
Die Tauber-Franken-Halle ist seit 1967 der zentrale Ort der Messe

Im Jahre 1415 wurde die Königshöfer Messe erstmals urkundlich als eintägiger Matthäus-Markt erwähnt. Seitdem fand die Messe jährlich statt und wurde nur durch Kriege und Katastrophen unterbrochen: Etwa dem Deutschen Bauernkrieg 1525, dem Dreißigjährigen Krieg 1640, dem Ersten Weltkrieg, am Ende des Zweiten Weltkrieges im Jahre 1945 sowie während der COVID-19-Pandemie im Jahre 2020. In der Nachkriegszeit in Deutschland wurde bereits 1947 wieder Messe gefeiert. Das Karussell wurde damals per Hand angetrieben.
Die im Jahre 1967 erbaute Tauber-Franken-Halle wird während des Messezeitraums als zentraler Veranstaltungsort genutzt.
1991 fand der erste Königshöfer Messelauf statt. 2015 wurde das 600-jährige Messejubiläum mit einem Festabend am 23. September, dem ansonsten messefreien Mittwoch, gefeiert.

## Messelauf
Der seit 1991 stattfindende Messelauf findet immer am ersten Messesamstag statt und lockt jährlich hunderte Teilnehmer an. Der Messelauf wird durch den ETSV 04 Lauda – Leichtathletik e.V. veranstaltet und gliedert sich in die folgenden Wettbewerbe: Ein Bambinilauf (0,5 km), ein Schülerlauf (2,5 km), ein 5000-Meter-Lauf/Hobbylauf (5 km), ein 10-Kilometer-Lauf (10 km), ein Teamlauf (10,2 km), ein Halbmarathon und ein Halbmarathon-Staffellauf. Im Jahre 2020 fand aufgrund der COVID-19-Pandemie im Main-Tauber-Kreis ein „virtueller“ Corona-Messelauf statt, bei dem über 500 Läufer teilnahmen, um sich im Fernwettkampf unter Beachtung der Pandemie-bedingten Abstandsregeln zu messen.
Die folgenden Streckenrekorde bestehen beim Könighöfer Messelauf:
| Strecke             | Rekordzeit | Name                 | Verein/Team                  | Jahr |
| ------------------- | ---------- | -------------------- | ---------------------------- | ---- |
| 2,5 km Schüler      | 7:21 min   | Anthony Hildenbrand  | FC Dörlesberg                | 2015 |
| 2,5 km Schülerinnen | 8:39 min   | Samira Bopp          | TV Bad Mergentheim           | 2012 |
| 5 km Männer         | 16:32 min  | Anthony Hildenbrand  | FC Dörlesberg                | 2016 |
| 5 km Männer         | 16:32 min  | Tobias Erbacher      | Tria TV Bad-Mergentheim      | 2017 |
| 5 km Frauen         | 18:49 min  | Eleisa Haag          | TV Bad Mergentheim           | 2015 |
| 10 km Männer        | 32:04 min  | Holger Freudenberger | engelhorn-sports-team        | 2013 |
| 10 km Frauen        | 37:20 min  | Laura Zimmermann     | SV Würzburg 05               | 2017 |
| Halbmarathon Männer | 1:09:24 h  | Mario Wernsdörfer    | LG Bamberg/Laufstil Würzburg | 2018 |
| Halbmarathon Frauen | 1:24:20 h  | Isabel Leibfried     | ULG/SV Heinriet              | 2009 |

## Filme
- Eventreport Königshöfer Messe. (Video, 2:58 min). 2016. Online auf www.l-tv.de.
- Ein Besuch auf der Königshöfer Messe. (Video, 0:58 min). 25. September 2014. Online auf www.tvtouring.de.